# Hedtrip
Hedtrip es una banda española de rock procedente de Barcelona (Cataluña), con 10 años de carrera y tres trabajos editados, “The Last Impossible Desire" y "About Useless Needs" (distribuidos por el Diablo) y "Roma" (Aloud Music, 2007) que ha sido mezclado y masterizado por Eskil Lövström y Pelle Henriksson (Refused, The Hives, The Hellacopters, Fireside, etc.) en los Tonteknik de Umea, Suecia. 

## Principales actuaciones
Festivales:
- Oropesa Beach Festival (Oropesa) ago,2008
- Musik´n Viu (Granollers) 2008
- Conciertos de Radio 3 (TV2) 2003 / 2007
- Festimad 2003 / 2005
- Gira completa Estpack RockSound Tour '05
- Hipersons 2005
- San Fermines 2005
- Canarias Suena 2005
- Festival Altafulla 2005
- Arena Rock Festival 2004
- Bike Rock Fest 2004
- Altimira Hardcore Fest 2003 / 2004

Otras actuaciones destacables:
- Junto a The Moog en Barcelona, sala Apolo (dic,2008).
- Mini-tour acústico Fnac (Zaragoza,Valencia,Barcelona) Nov-Dic, 2008.
- Junto a The Wombats en Madrid (Heineken) y Barcelona (Bikini), 2008.
- Barcelona, dentro del "Catàleg Sonor", Sala Bikini (2007).
- Junto a Engine Down en la Sala Apolo, en su gira de despedida (2005).
- Junto a Life of Agony en Barcelona, Madrid y Bergara (2004).
- Junto a Q And Not U en Barcelona (2004).
- Junto a Limp Bizkit en Razzmatazz 1 (2004).
- Junto a Machine Head en Razzmatazz 1 (2002).

## Miembros del grupo
- Jonathan Pulido - Voz
- Víctor López - Batería
- Raúl Martínez - Bajo/coros
- Ramón Gulín - Guitarra/coros
- Ferran Mestre - Guitarra
- Sergio López - Percusión/Fx

## Discografía
- Roma - Aloud Music, 2007
- Canciones de los chicos imaginarios (Tributo a The Cure por bandas españolas)- El Diablo, 2005
- About useless needs - Zero Records/El Diablo, 2004
- The last impossible desire - Zero Records/El Diablo, 2002

## Otras referencias
- Hedtrip en IndyRock
- MondoSonoro "Roma" (enlace roto disponible en Internet Archive; véase el historial, la primera versión y la última).
- MondoSonoro "About Useless Needs"
- SupernovaPop
- Musicazul (enlace roto disponible en Internet Archive; véase el historial, la primera versión y la última).
- Feiticeira

- Datos: Q5893446